# Sarah Semeraro
Sarah Semeraro (ur. 10 października 1982) – włoska lekkoatletka, tyczkarka.

## Osiągnięcia
| Rok  | Impreza                        | Miejsce   | Lokata            | Wynik |
| ---- | ------------------------------ | --------- | ----------------- | ----- |
| 2003 | Młodzieżowe mistrzostwa Europy | Bydgoszcz | el. – 17. miejsce | 3,95  |

Reprezentantka kraju w meczu międzypaństwowym w kategorii seniorów (2003). Wielokrotna medalistka mistrzostw Włoch (w tym złoto w hali w 2004) oraz Irlandii.

## Rekordy życiowe
- Skok o tyczce – 4,10 (2006)